# Pavel Banea
Pavel Banea (în bulgară Павел Баня) este un oraș în comuna Pavel Banea, regiunea Stara Zagora,  Bulgaria.

## Demografie
Componența etnică a orașului Pavel Banea
     Romi (10,08%)
     Turci (13,76%)
     Bulgari (68,81%)
     Nicio identificare (7,19%)
     Altele (0,14%)
La recensământul din 2011, populația orașului Pavel Banea era de 2.767 locuitori. Din punct de vedere etnic, majoritatea locuitorilor (68,81%) erau bulgari, existând și minorități de turci (13,76%) și romi (10,08%). Pentru 7,19% din locuitori nu este cunoscută apartenența etnică.